# Helene Weber
Helene Weber (Elberfeld, hoy parte de Wuppertal, Imperio Alemán, 17 de marzo de 1881 - Bonn, Alemania Occidental, 25 de julio de 1962) fue una de las cuatro mujeres del Consejo Parlamentario, la comisión que redactó la Ley Fundamental para la República Federal de Alemania (su constitución). En total el Consejo Parlamentario tuvo 65 miembros.

## Biografía
Helene Weber nació el 17 de marzo de 1881 como hija de un ama de casa y un maestro de una escuela de enseñanza primaria. Fue la segunda de seis hijos.
De 1897 a 1900 Weber se formó para ser maestra. De 1900 a 1905 trabajó como maestra en una escuela de enseñanza primaria, igual como su padre. De 1905 a 1909 estudió Historia, Filología y otras dos asignaturas. Esto le permitió ser profesora en escuelas superiores. De 1909 a 1916 trabajó como profesora, primero en Bochum y luego en Colonia. De 1916 o 1917 a 1919 fue directora de una escuela para mujeres deseando trabajar en profesiones sociales.
El 11 de noviembre de 1916 se fundó la Asociación de las Funcionarias Sociales Católicas de Alemania (Verein Katholischer Sozialbeamtinnen Deutschlands o VKS). Helene Weber fue una de las fundadoras y su primera presidenta, puesto que tendría hasta su muerte. En las elecciones generales del 19 de enero de 1919, Helene Weber ganó un escaño en el Parlamento de entonces, la Asamblea Nacional, para el Partido de Centro. Tuvo el escaño solamente hasta 1920, pero luego de nuevo se hizo miembro de la Asamblea Nacional. De  1920 a 1933 o de 1919 a 1932 trabajó en el Ministerio para la Beneficencia Pública de Prusia. De 1921 a 1924 o de 1922 a 1924 también fue miembro del Parlamento de Prusia.
De 1924 a 1933 fue diputada para el Partido de Centro en la Asamblea Nacional. Allí se comprometió especialmente en la política social y en el derecho de familia e intervino a favor de la educación de las mujeres y el servicio de beneficencia pública para los jóvenes. También luchó en contra de un relajamiento del parágrafo 218 del Código Penal de Alemania que regulaba el aborto. Cuando Adolf Hitler presentó su ley habilitante, primero Helene Weber se declaró en contra de la ley pero luego votó a favor de la ley, igual que su grupo parlamentario. El 30 de junio de 1933 perdió su puesto de trabajo en el ministerio al ser considerada "poco fiable políticamente", aplicándose la llamada Ley para la Restauración de la Función Pública. Además se le prohibió toda actividad política. Entonces se concentró en su trabajo para asociaciones católicas.
Después de la guerra, en 1946, se hizo miembro de la Unión Demócrata Cristiana de Alemania (CDU por sus siglas en alemán) y se convirtió en diputada del Parlamento Regional de Renania del Norte-Westfalia, hasta 1947.
Helene Weber fue miembro del Consejo Parlamentario, que redactó la Ley Fundamental para la República Federal de Alemania (su constitución). Durante las deliberaciones para la Ley Fundamental, Weber fue miembro de la comisión de derecho electoral y de la comisión de cuestiones fundamentales. Además fue secretaria y por consiguiente miembro de la presidencia del Consejo Parlamentario. Abogó por la igualdad de retribución para hombres y mujeres, por la protección del matrimonio y de la familia y por los derechos de los padres (artículos seis y siete de la Ley Fundamental). Además se ocupó de la política cultural. El Consejo Parlamentario se reunió por primera vez el 1 de septiembre de 1948.
El 14 de agosto de 1949 Weber se convirtió en miembro del Bundestag (Parlamento Federal) por la Unión Demócrata Cristiana de Alemania (CDU). Tuvo su escaño hasta 1962. De 1949 a 1958 fue presidenta de la asociación de mujeres de la CDU. El 25 de julio de 1962 murió en Bonn.